# Marco Antônio
Marco Antônio Feliciano (Santos, 1951. február 6. –) világbajnok brazil válogatott labdarúgó.
A brazil válogatott tagjaként részt vett az 1970-es és az 1974-es világbajnokságon.

## Pályafutása

### A válogatottban
1970 és 1979 között 39 alkalommal szerepelt a brazil válogatottban. Tagja volt az 1970-es világbajnok csapatnak.

## Sikerei, díjai
Fluminense
- Carioca bajnok (4): 1969, 1971, 1973, 1975
- Torneio Roberto Gomes Pedrosa (1): 1970
- Taça Guanabara (3): 1969, 1971, 1975

Brazília
- Világbajnok (1): 1970

Egyéni
- Bola de Prata (2): 1975, 1977